# Zephyranthes jonesii
Zephyranthes jonesii är en amaryllisväxtart som först beskrevs av Cory, och fick sitt nu gällande namn av Hamilton Paul Traub. Zephyranthes jonesii ingår i släktet Zephyranthes och familjen amaryllisväxter. Inga underarter finns listade i Catalogue of Life.